# Järnskog
Järnskog är en tidigare av SCB avgränsad och namnsatt småort i Eda kommun, Värmlands län. Den omfattar bebyggelse omkring Järnskogs kyrka och i byn Beted norr därom. Järnskog klassades av SCB som småort 1995, men inte senare. Från 2015 ingår bebyggelsen i tätorten Koppom.